# Tフロント

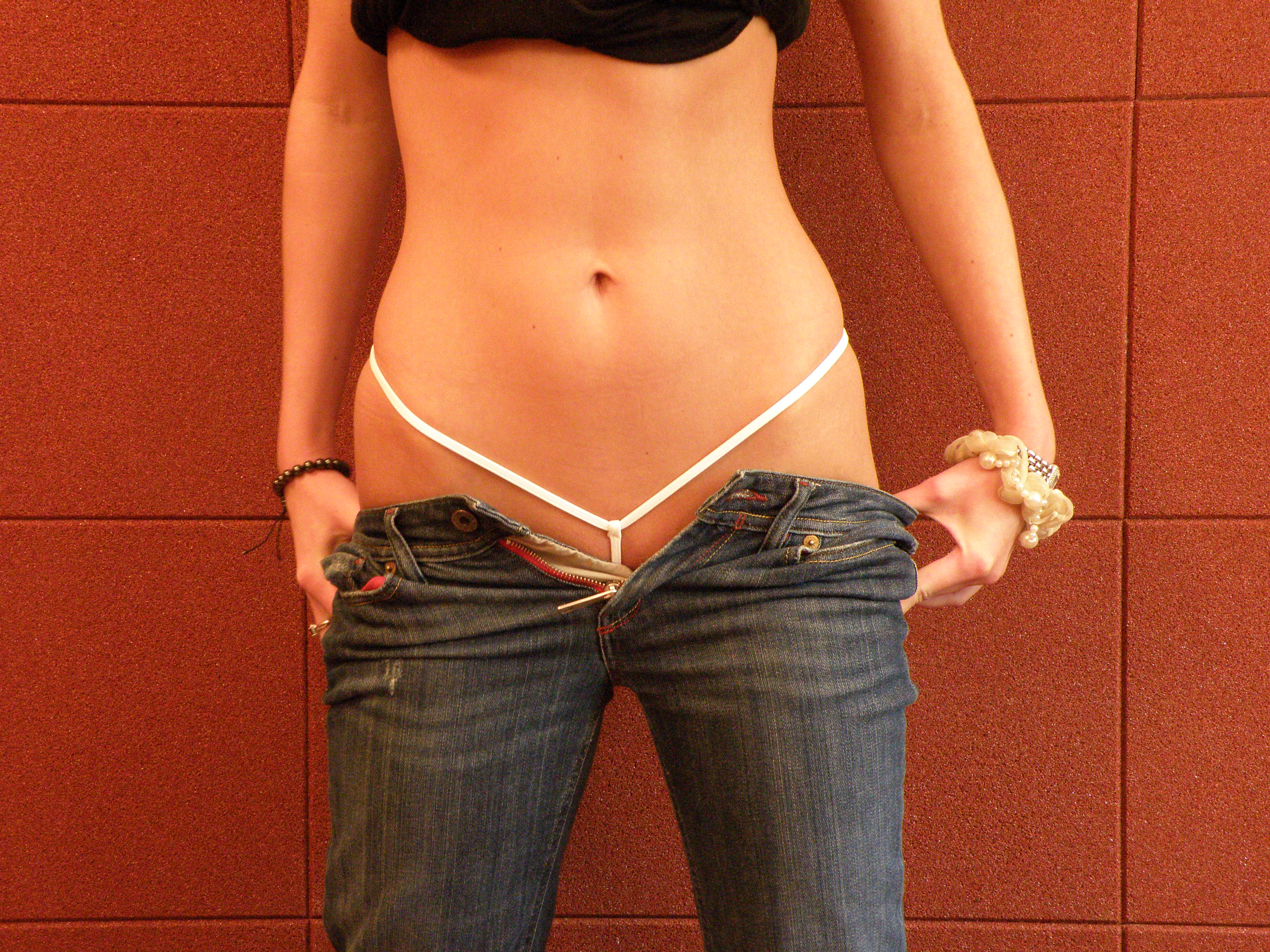
Tフロント

Tフロント（ティーフロント）とは、主に女性用のパンティーや水着の中でも、前布の幅が細いものを表す。特にTバックのものに多い。

## 概説
穿き心地は人それぞれで、性的に刺激するインパクトがあるが、実用面では陰部に食い込んだ部分が痛み出すことがある。性的に喜ばせる以外、あまりとりえがないとされることがある下着の一種である。

## 日本での普及
1990年代半ばには、お菓子系アイドルの人気から派生した雑誌「Tフロント女子高生」（東京三世社）や、Tフロントを売りにしたグラビアアイドルグループ・ピンクサターンなどが人気を博したことがある。